# Liste der Naturdenkmale in Sankt Thomas (Eifel)
Die Liste der Naturdenkmale in Sankt Thomas nennt die im Gemeindegebiet von Sankt Thomas ausgewiesenen Naturdenkmale (Stand 13. April 2024).

## Naturdenkmale
| Nr.         | Bezeichnung           | Lage                       | Beschreibung | Bild                                    |
| ----------- | --------------------- | -------------------------- | ------------ | --------------------------------------- |
| ND-7232-484 | Linde beim Haus Labbe | St. Johann, bei Nr. 7 Lage | Tilia sp.    | Direkt Bild zu diesem Denkmal hochladen |